# エシャノサウルス
エシャノサウルス（学名：Eshanosaurus)は、ジュラ紀初期に生息した恐竜の一種。中華人民共和国で発見された下顎骨の部分的な化石のみから知られている。テリジノサウルス類の可能性があり、そうであれば最古のコエルロサウルス類として知られている。

## 解説
1971年趙喜進がエシャン郡で化石を発見した。タイプ種Eshanosaurus deguchiianusは、徐星、趙およびJames M. Clarkによって2001年に記載された。属名はEshanに由来し、種小名は徐に恐竜を研究するよう説得した出口ひかるへの献名である。本標本は雲南省呂峰層下部の鈍色紫斑層で発見されたもので、約1億9600万年前（ヘッタンギアン期）の左下顎と歯の化石3片からなる。この標本は北京の脊椎動物古生物学・古人類学研究所にあり、アクセッション番号IVPPV11579でカタログ化されている。